# ورزشگاه لاسساره
ورزشگاه لاسساره (به اسپانیایی: Estadio Lasesarre) با ظرفیت ۸٬۰۰۰ نفر یکی از ورزشگاه‌های فوتبال کشور اسپانیا است که در شهر باراکالدو ایالت سرزمین باسک واقع شده‌است. این ورزشگاه در سال ۲۰۰۱ بازگشایی شد و در حال حاضر بازی‌های خانگی باشگاه فوتبال باراکالدو در آن برگزار می‌گردد.